# Ласк, Берта
Берта Леопольдовна Ласк (нем. Berta Lask, псевдоним Герхард Виланд (нем. Gerhard Wieland); 17 ноября 1878, Вадовице, Галиция — 28 марта 1967, Берлин) — немецкая поэтесса, драматург и журналистка.

## Биография
Берта Ласк была третьим ребёнком в семье владельца бумажной фабрики еврейского происхождения. Старший брат Берты — философ Эмиль Ласк, друг Дьёрдя Лукача. Два брата Берты погибли в Первую мировую войну. В 1885 году семья Ласков переехала в Бранденбург, где Берта училась в гимназии в Бад-Фрайенвальде. К этому времени относятся её первые литературные опыты. В 1894—1895 годах Берта Ласк училась в гимназии для девочек Елены Ланге в Берлине. Родители воспрепятствовали желанию Берты учиться дальше.
В 1901 году Берта Ласк вышла замуж за Луи Якобсона, врача-невролога и доцента Берлинского университета. У супругов родилось четверо детей. В 1912 году Берта Ласк написала своё первое театральное произведение под названием «На заднем дворе, четыре ступеньки слева», которое не было опубликовано. После Первой мировой войны Берта Ласк опубликовала сборник стихов «Голоса» и «Зов из темноты», которые по своему стилю были близки экспрессионистскому активизму Курта Хиллера.
Берта Ласк участвовала в буржуазном женском движении, но берлинская нищета, которую она видела на приёме у мужа, впечатления от Октябрьской революции в России и Ноябрьской революции в Германии радикализировали её взгляды. Ласк публиковалась в газете Die Rote Fahne и других изданиях коммунистического толка и в 1923 году вступила в Коммунистическую партию Германии. В это время она занималась пропагандистской литературой, написала «Мёртвые зовут — Хоровая декламация памяти Карла Либкнехта и Розы Люксембург», театральные пьесы «Лойна 1921 год» и «Томас Мюнцер», детские книги «На крылатом коне через время» и «Как Франц и Грета поехали в Россию». В первый раз Ласк побывала в России в 1925 году.
В годы Веймарской республики Берта Ласк не раз обвинялась в государственной измене, тиражи её театральных пьес конфисковались, а представления подвергались запрету. В процессах против коммунистических книготорговцев упоминались её сочинения. Тем не менее, обвинение против Берты Ласк в 1927 году было снято.
Вместе с Иоганнесом Р. Бехером, Фридой Рубинер, Ф. К. Вайскопфом Берта Ласк стала членом подготовительного комитета и учредителем Союза пролетарских революционных писателей. На учредительном собрании 19 октября 1928 года Ласк была избрана вторым секретарём правления. Берта Ласк также состояла в Союзе защиты немецких писателей. Занималась журналистикой.
После прихода к власти национал-социалистов Берта Ласк подверглась аресту, затем в июне 1933 года эмигрировала через Прагу в СССР. Один из её сыновей в том же году погиб в концентрационном лагере Дахау. Сестра Елена Ласк также погибла в 1933 году в концлагере.
В Москве Берта Ласк занималась публицистикой, иногда публиковалась под псевдонимом Герхард Виланд. В начале 1936 года в СССР приехали её 73-летний муж и невестка Дора Диамант с двухлетней внучкой Франциской Марианной Ласк.
Сын Берты Ласк Луц и Дора Диамант, последняя возлюбленная Франца Кафки, поженились в 1932 году. Берта Ласк с мужем выехала в Севастополь, где Якобсон работал врачом. В 1938 году Ласки лишились гражданства. Луц Ласк, дипломированный экономист и сотрудник Института Маркса и Энгельса в Москве, был арестован в 1938 году и содержался в лагере на Колыме. После смерти супруга в 1940 году Берта Ласк проживала с лета 1941 по осень 1944 года с сыном Германом Ласком в Архангельске, затем до 1953 года жила в Москве. После освобождения сына из заключения Берта Ласк в августе 1953 года вернулась в Германию, проживала в ГДР. Похоронена на Центральном кладбище Фридрихсфельде.

## Сочинения
- Stimmen. Gedichte. Steegemann, Hannover 1919
- Rufe aus dem Dunkel. Auswahl 1915—1921. (Soziale anti-militaristische Dichtungen, 1). Arbeiter-Kunst-Ausstellung, Berlin 1921
- Unsere Aufgabe an der Menschheit. Aufsätze. Verlag «Der Syndikalist», Berlin 1923.
- Auf dem Flügelpferde durch die Zeiten. Bilder vom Klassenkampf der Jahrtausende. Erzählung für junge Proletarier. Mit 8 Bildern von Rudolf Schlichter. Vereinigung Internat. Verlagsanstalten, Berlin 1925.
- Wie Franz und Grete nach Rußland kamen. Erzählung für die Arbeiterjugend und Arbeitereltern. Vereinigung Internat. Verlagsanstalten, Berlin 1926.
- Die Befreiung. Sechzehn Bilder aus dem Leben der deutschen und russischen Frauen, 1914—1920. Vereinigung Internationaler Verlagsanstalten, Berlin 1926.
- Giftgasnebel über Sowjetrußland. Revue-Drama in 35 Scenen. Friedrich, Berlin 1927.
- Leuna 1921. Drama in fünf Akten. (Rote Dietz-Reihe 19). J. H. W. Dietz Verlag, Berlin 1927.
- Kollektivdorf und Sowjetgut. Ein Reisetagebuch. Internationaler Arbeiter-Verlag, Berlin 1931.
- Ein Dorf steht auf. Johann, der Knecht. Erzählungen aus Hitlerdeutschland. Staatsverl. der nat. Minderheiten der USSR, Kiew 1935.
- Januar 1933 in Berlin. Staatsverl. der nat. Minderheiten der USSR, Kiew 1935.
- Mira Lask (Hrsg.): Stille und Sturm. Roman. Mitteldeutscher Verlag, Halle (Saale) 1955.
- Mira Lask (Hrsg.): Aus ganzem Herzen. Mit einem Vorwort von Johannes Schellenberger. Deutscher Militärverlag, Berlin 1961.
- Otto und Else. Eine Erzählung vom Kampf der deutschen Arbeiterjugend. Verlag Kultur und Fortschritt, Berlin 1962.